# Evergreen (Montana)
Evergreen is een plaats (census-designated place) in de Amerikaanse staat Montana, en valt bestuurlijk gezien onder Flathead County.

## Demografie
Bij de volkstelling in 2000 werd het aantal inwoners vastgesteld op 6215.

## Geografie
Volgens het United States Census Bureau beslaat de plaats een oppervlakte van
20,9 km², waarvan 20,8 km² land en 0,1 km² water.

## Plaatsen in de nabije omgeving
De onderstaande figuur toont nabijgelegen plaatsen in een straal van 24 km rond Evergreen.